# 푸들의 죽음에 바치는 비가
《푸들의 죽음에 바치는 비가(Elegie auf den Tod eines Pudels) 바단조, WoO 110》은 루트비히 판 베토벤에 의해 쓰인 예술가곡이다.

## 개요
학자들은 베토벤의 "푸들의 죽음에 바치는 비가"가 1793년 이전에 작곡되었다고 보고하고 있다. 세이어는 1787년을 이 사실을 제안했다. 베토벤은 이미 1784년, 열두 살이었을 때, "아기에게"(독일어: An einen Säugling)를 쓴 바 있는데, "푸들의 죽음에 바치는 비가"는 그 이후에 쓰여진 것으로 추정되고 있다. 하지만 이 행운의 푸들의 정체에 대해서는 확실히 알려진 바 없으며, 베토벤이 푸들을 실제로 길렀는 지에 대해서도 확실히 알려져 있지 않다. 따라서 베토벤이 이 곡의 가사를 실제로 썼는지에 대해서도 확실히 알 수 없다. 이 곡은 라이프치히에서 인쇄된 베토벤 완전판의 일부로, 1860년대까지 출판되지 않았다.
이 곡은 베토벤의 본 시대 어떤 노래들 보다도 진보된 형식적 특성들을 자랑한다: 처음 두 개의 연은 연작으로 되어 있는데, 1800년 이전의 베토벤의 곡들은 대부분 유절이었기 때문에 그 자체가 특이하다. 화자가 반려동물의 죽음을 반성하고, 모든 지상적인 쾌락을 죽음으로 파괴하는 것에 대해 성찰하듯 템포가 느리고, 피아노 반주가 수심에 차 있으며, 분위기는 단조의 화성으로 오염되어 있다. 두 번째 연이 노래를 두 부분으로 나누고, 그 중 두 번째는 독특한 방식으로 구성되고, 갑자기 기분의 변화가 일어난다. 세 번째 연의 처음 두 줄의 음악은 네 번째의 마지막 두 줄로 되돌아가며 곡 전체적으로 둥근 음악 구조를 만든다. 의심할 여지 없이, 시는 분위기 변화와 마지막 두 개의 연의 음악적 결합을 제안한다. 노래 후반부에서 화자는 "지상의 어떤 기쁨도 오래도록 남아 있지 않다"는 것을 깨닫기 때문에, 자신의 개의 죽음이 "(그를) 너무 슬프게 하지 않을 것"이라고 이야기 하고, 마지막에서는 "그 개는 자신의 마음 속에서 살아가고 자신에게 행복한 추억을 가져다 주었다"고 이야기 한다.

## 가사
Strib immer hin, es welken ja so viele

Der Freuden auf der Lebensbahn,

Oft, eh' sie welken in des Mittags Schwüle,

Fängt schon der Tod sie abzumähen an.

Auch meine Freude, du! Dir fliessen Zähren,

Wie Freunde selten Freunden weih'n,

Der Schmerz um dich kann nicht mein Aug' entehren,

Um dich Geschöpf, geschaffen, mich zu freu'n.

Allgeber gab dir diese feste Treue,

Dir diesen immer frohen Sinn

Für Tiere nicht! Damit ein Mensch sich freue,

Schuf er dich so, und mein war der Gewinn.

Oft, wenn ich, des Gewühles satt und müde,

Mich gern der eklen Welt entwöhnt,

Hast du, das Aug' voll Munterkeit und Friede,

Mit Welt und Menschen wieder mich versöhnt.

Du warst so rein von aller Tück' und Fehle

Als schwarz dein krauses Seidenhaar,

Wie manchen Menschen kannt' ich, dessen Seele

So schwarz als deine Aussenseite war.

Trüb sind die Augenblicke unsres Lebens,

Froh ward mir mancher nur durch dich,

Du lebtest kurz und lebtest nicht vergebens,

Das rühmt ach selten nur ein Mensch von sich.

Doch soll dein Tod mich nicht zu sehr betrüben,

Du warst ja stets des Lachens Freund,

Geliehen ist uns alles, was wir lieben,

Kein Erdenglück bleibt lange unbeweint.

Mein Herz soll night mit dem Verhängnis zanken

Um eine Lust, die es velor;

Du lebe fort und gaukle im Gedanken

Mir fröhliche Erinnerungen vor.
언제나 죽고, 너무 많이 계속해서 시들고 있다,

삶의 길 가운데서 이 기쁨들은.

종종 정오의 무더위 앞에 시들기 전에

죽음이 그들을 깎기 시작한다

나의 기쁨이었던 너에게 이 눈물을 내려주겠다,

친구에게도 바칠 수 없을 정도로.

너를 잃은 아픔에 내 눈물이 그치지 않는다,

너라는 생명체는 나를 행복하게 해 주었다.

신은 너에게 그 견실한 충성심과,

그 밝은 성격을 주셨다.

짐승으로서가 아니라, 인간에게 행복을 주려고

신이 너를 만들었고, 내게 베풀어 주셨다.

흔히 내가 훤소에 지치고 피곤할 때,

내가 세상으로부터 거리를 두려고 했을 때,

너의 그 생기와 기쁨에 찬 눈빛은

세상, 그리고 사람들과 다시 나를 이어주었다.

모든 배신과 오류에 대해 넌 너무 순수했다,

너의 곱슬곱슬한 비단털처럼.

난 아주 많은 사람들을 알고 있다, 그 영혼은

너의 겉 모습처럼 검었다.

우리들 삶의 순간은 어둡다.

삶의 많은 순간에 내가 행복했던건 네 덕이다.

너는 결코 헛되이 살지 않았다.

자랑해도 좋다, 사람도 좀처럼 그럴수 없다.

너의 죽음은 큰 슬픔으로만 여겨지면 안된다,

너는 언제나 웃음의 친구가 아니었던가?

우리가 나눈 사랑의 순간은 사라지지 않는다,

지상의 행복은 슬픔 없이 계속될 수 없다.

나의 마음은 운명과 경쟁해선 안된다.

한번 잃어버렸지만 기쁨을 찾아나설 것이다.

너는 내 마음 속에 살아가며

내 앞에 행복한 추억을 비쳐 줄 것이다.